# García de Hevia (municipalité)
Pour les articles homonymes, voir García et Hevia.
García de Hevia est l'une des vingt-neuf municipalités de l'État de Táchira au Venezuela. Son chef-lieu est La Fría. En 2011, la population s'élève à 48 476 habitants.

## Géographie

### Subdivisions
La municipalité est divisée en trois paroisses civiles avec, chacune à sa tête, une capitale (entre parenthèses) :
- Boca de Grita (Boca de Grita) ;
- García de Hevia (La Fría) ;
- José Antonio Páez (Orope).